# Imre Hódos
Dans le nom hongrois Hódos Imre, le nom de famille précède le prénom, mais cet article utilise l’ordre habituel en français Imre Hódos, où le prénom précède le nom.
Imre Hódos, né le 10 janvier 1928 à Hajdúnánás et mort le 23 avril 1989 à Debrecen, est un lutteur hongrois spécialiste de la lutte gréco-romaine.

## Carrière
Imre Hódos participe aux Jeux olympiques d'été de 1952 à Helsinki en lutte gréco-romaine et remporte la médaille d'or dans la catégorie des poids coqs.